# Funt (mera)
Fúnt (angleško pound; kratica lb) je merska enota za maso, ki se uporablja v anglosaškem oziroma v imperialnem sistemu enot.
Funt se deli na 16 unč in tehta natanko 0,453 592 37 kilograma (1 funt = 0,45 kg oziroma 1 kg = 2,21 funtov).
Latinska beseda libra je v starem Rimu opisovala maso podobno funtu. Od tu tudi kratica »lb«.
Črka s na koncu predstavlja množino (lbs).